# Brabants worstenbroodje
Het Brabants worstenbroodje is een typisch broodje uit de Nederlandse provincie Noord-Brabant, niet te verwarren met het Belgische worstenbrood. Het broodje is ongeveer vijftien centimeter lang en is gevuld met een worst van gehakt. In het westen van Brabant is het worstenbrood open aan beide uiteinden, maar in het oosten is het worstenbroodje dicht. In tegenstelling tot het Nederlandse saucijzenbroodje en het Belgische worstenbrood is het Noord-Brabants worstenbroodje niet van bladerdeeg, maar van zacht witbrooddeeg gemaakt. Het worstenbroodje is ontstaan als een manier om vlees langer houdbaar te maken door het in deeg te rollen en te bakken. Traditioneel werd het vooral gegeten tijdens kerstmis (met name na de nachtmis) en carnaval.
Sinds 1997 wordt jaarlijks een kampioenschap in het maken van het lekkerste Brabantse worstenbroodje georganiseerd.

## Status als cultureel erfgoed
In maart 2016 werd het Brabants worstenbroodje door het Kenniscentrum Immaterieel Erfgoed Nederland  als 77ste onderwerp opgenomen in de Inventaris Immaterieel Cultureel Erfgoed Nederland.